# Karl-Olov Björk
Karl-Olov Björk, född 16 juni 1936 i Linköping, död 20 januari 2013 i Rimbo, var en svensk konstnär.
Björk studerade vid Konstfackskolan och Konstakademin i Stockholm. Bland hans offentliga arbeten märks träskulpturen av Biskop Brask placerad vid Östgötarummet i Linköpings stifts- och landsbibliotek. Han har även bidragit till konsten i tunnelbanestationen i Solna Centrum tillsammans med Anders Åberg.
Björk är representerad vid Moderna Museet i Stockholm och Örebro läns museum.